# Портер, Ной
Ной По́ртер (14 декабря 1811, Фармингтон, Коннектикут — 4 марта 1892, Нью-Хейвен, Коннектикут) — американский философ
, лексикограф, научный писатель, преподаватель, президент Йельского колледжа (1871—1886).

## Биография
Родился в Фармингтоне, штат Коннектикут, в семье пастора. В 1831 году окончил Йельский колледж. 13 апреля 1836 года женился. Был рукоположён в пасторы, с 1846 по 1843 год служил пастором-конгрегационалистом в Нью-Милфорде и с 1843 по 1846 год в Спрингфилде (Массачусетс). В 1846 году был избран профессором моральной философии и метафизики в Йельском колледже. 11 октября 1871 года был избран президентом колледжа и оставался на этой должности до 1886 года. Скончался в Нью-Хейвене.
Как философ примыкал к кантионцам, в особенности к Тренделенбургу. Был известен как аболиционист — сторонник отмены рабства чернокожих. Главные сочинения его авторства: «The human intellect» (1868), «Eléments of intellectual science» (1872), «Science and sentiment» (1882), «Elements of moral science» (1885), «Kant’s Ethics, a critical exposition» (1886), «Bishop George Berkley» (1885), «The educational systems of the puritans and the Jesuits compared» (1851). Под его редакцией вышло несколько изданий словаря Вебстера.